# Matías Sancho
Matías Sancho fue un oficial militar y funcionario político que ejerció como comandante de armas y Teniente de Gobernador de la ciudad de San Luis (Argentina) y su jurisdicción durante el período inmediatamente posterior a la Revolución de Mayo.

## Biografía
Al producirse en 1806 la primera de las Invasiones Inglesas, Sancho era un oficial de milicias que servía en San Luis. Incorporado a la división del virrey Rafael de Sobremonte, marchó hacia Buenos Aires junto a otros oficiales como Florencio Terrada, Juan Basilio Garro, Luis Videla y Francisco de Paula Lucero, al frente de doscientos hombres; participaría en la Defensa frente a la Segunda Invasión Inglesa.
En 1810 era Capitán de Voluntarios de Caballería y apoyó el cabildo abierto que reconoció la autoridad de la Primera Junta, surgida de la Revolución de Mayo. Depuesto el comandante militar de la ciudad, José Ximénez Inguanzo, que había huido a unirse a la Contrarrevolución de Córdoba, el cabildo local ordenó que fuese reemplazado por un tal Francisco Vicente Lucero, que a su vez fue reemplazado por Juan Basilio Garro. Éste murió en el mes de noviembre, y para reemplazarlo fue nombrado Matías Sancho.
Posteriormente sería nombrado Subdelegado de la Real Hacienda, y a fines de 1811 sería nombrado Teniente de Gobernador; se trató de simples cambios de nombres, tendientes en general a limitar las atribuciones del cabildo.
Durante su mandato fue enviado Buenos Aires un contingente de milicias de caballería, formado por dos partidas, de 66 y 252 hombres respectivamente. La disolución de la Junta Grande dio inicio a una serie de conflictos entre los miembros del cabildo, dividiéndose entre quienes estaban dispuestos a someterse a los dictados del Triunvirato y quienes preferían sostener algún grado de autonomía. San Luis fue utilizada masivamente como destino para los expulsados de la capital por razones políticas. La jurisdicción de San Luis se había retrasado en la elección de la Junta de Gobierno local, y cuando en el mes de septiembre de 1811 llegó la orden de no formarla, aún ésta no había sido elegida.
Finalmente, sospechando el Triunvirato de la fidelidad de Sancho, que había simpatizado visiblemente con la Junta Grande, ordenó su reemplazo por un respetable vecino puntano, José Lucas Ortiz. Regresado a Buenos Aires, se perdió todo rastro de este oficial.